# Baruch Samuel Blumberg
Baruch Samuel Blumberg (ur. 28 lipca 1925 w Nowym Jorku, zm. 5 kwietnia 2011 w Mountain View) − amerykański lekarz, astrobiolog, w 1976 roku laureat Nagrody Nobla w dziedzinie fizjologii i medycyny za zidentyfikowanie wirusa zapalenia wątroby typu B.

## Życiorys
Badania wirusologiczne i epidemiologiczne rozpoczął w latach 60. XX wieku w Filadelfii. W 1967 Blumberg zidentyfikował wirusa HBV (będącego przyczyną wirusowego zapalenia wątroby typu B), wspólnie z Irvingiem Millmanem wynalazł także w 1969 roku test diagnostyczny i szczepionkę przeciwko HBV. W 1976 otrzymał Nagrodę Nobla, przyznaną mu wspólnie z Danielem Carletonem Gajduskiem.
W latach 1999−2002 był pierwszym szefem Instytutu Astrobiologii NASA.
Zmarł 5 kwietnia 2011 roku na zawał serca podczas konferencji NASA w Kalifornii.